# مصطفی شاذلی
مصطفی شاذلی (عربی: مصطفى الشاذلي؛ زادهٔ ۱۴ فوریهٔ ۱۹۷۳) یک بازیکن فوتبال اهل مراکش است.
وی همچنین در تیم ملی فوتبال مراکش بازی کرده‌است.